# Ванг (коммуна)
Ванг (норв. Vang i Valdres) — коммуна в губернии Оппланн в Норвегии. Административный центр коммуны — город Ванг. Официальный язык коммуны — нюнорск. Население коммуны на 2007 год составляло 1582 чел. Площадь коммуны Ванг — 1505,24 км², код-идентификатор — 0545.

## География
В северной части коммуны находится озеро Хелин.

## История населения коммуны
Население коммуны за последние 60 лет.

Статистика коммуны Ванг